# Стів Трепмор
Стів Трепмор  (англ. Steve Trapmore, 18 березня 1975) — британський веслувальник, олімпійський чемпіон.

## Виступи на Олімпіадах
| Олімпіада   | Дисципліна                     | Місце |
| ----------- | ------------------------------ | ----- |
| Сідней 2000 | вісімка розстібна зі стерновим | 1     |

## Зовнішні посилання
- Досьє на sport.references.com

1. ↑  Trapmore